# 相馬圓壽丸
相馬圓壽丸は、陸奥国中村藩5代相馬昌胤（相馬家二十一代）の次男である。
元禄12年（1699年）閏9月6日夜、江戸藩邸にて誕生した。母は相馬弾正少弼昌胤長女・品姫。幼名は「圓壽丸」。祖父・昌胤が自筆で名をしたため与えた。元禄14年（1701年）2月29日、疱瘡のためにわずか三歳で亡くなってしまった。法名は洪元英範大童子。江戸下谷の正燈寺に葬られた。